# Dendroidea
Dendroidea — ряд граптолітів, який існував з середнього кембрію до нижнього карбону. Більшість видів були прикріпленими до морського дна і знаходились у вертикальному положенні і мали подібні на пера розгалужені щупальця, котрими захоплювали їжу.

## Класифікація
Ряд містить три родини: 
- Acanthograptidae
- Dendrograptidae
- Ptilograptidae